# 知來站

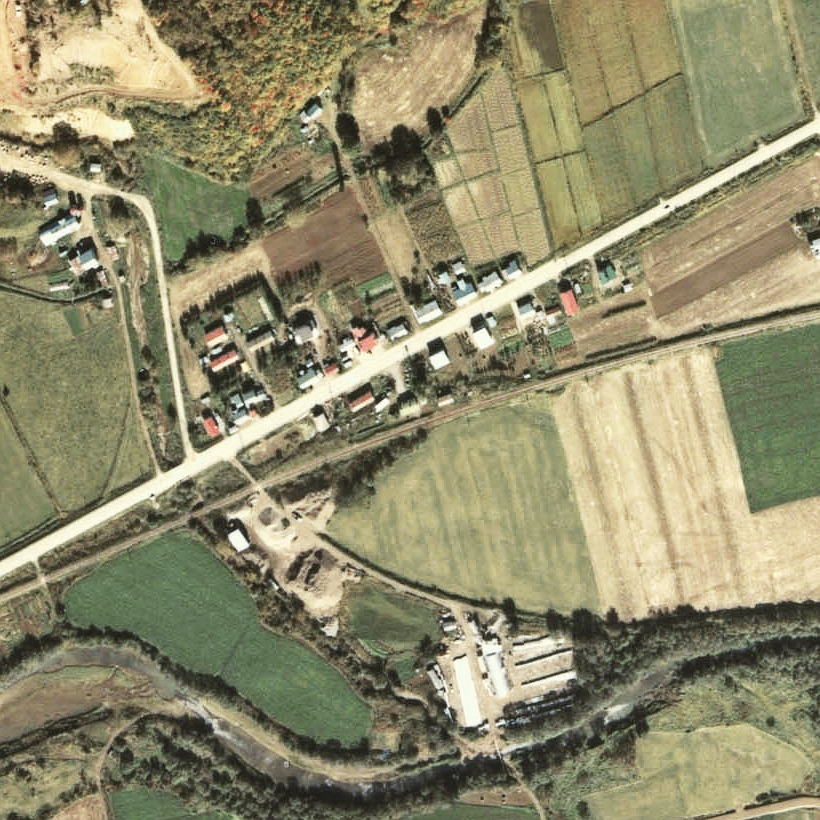
1977年的知來站與方圓約500米範圍。右邊是網走方向。此站與床丹站同樣，隨著無人化，靠邊車站大樓的島式月台的路軌撤走。車站位於知来地區西邊的田園地帶中。左邊從左上至下方設有流入至佐呂間別川的知來川。

知來站（日语：／ Chirai eki */?）是位於北海道常呂郡佐呂間町字知來，日本國有鐵道（國鐵）的湧網線車站（廢站）。隨著湧網線廢線，車站在1987年（昭和62年）3月20日廢除。

## 歷史
- 1953年（昭和28年）10月22日 - 日本國有鐵道湧網線佐呂間站至下佐呂間站（後來為濱佐呂間站）之間開通，湧網線全線開通，此站啟用[1]。當時為一般車站[1]。
- 1961年（昭和36年）4月1日 - 成為業務委託車站。
- 1972年（昭和47年）2月8日 - 結束處理貨物和行李[2]。同時成為無人車站[3]（簡易委託化，委托站前的商店）。
- 1987年（昭和62年）3月20日 - 湧網線全線廢除，此站也廢除[1]。

## 車站構造
截至車站廢除前，車站是一座地面車站，設有1面1線的島式月台（只使用單邊）。月台位於路軌北邊（網走方向的列車會開啟左邊車門）。此站沒有轉轍器。曾經此站設有1面2線的島式月台，當時可進行列車交會。靠近車站大樓的路軌在廢除交會設備後撤走。月台前後的路軌都是彎曲，這是由於曾經設置了轉轍器。
此站是無人車站。在有人車站時代還有車站大樓。大樓位於站內北邊，鄰接通往月台的通道。車站大樓與月台之間設有花壇。車站內完全無人，站前的商店被委托發售車票，當時為簡易委託站。

## 站名的由來
車站名稱取自所在地名。地名原自阿伊努語的「チライオッ（ciray-ot）」，其意思是遠東哲羅魚、有許多。後來演變為車站名稱的讀法。

## 車站周邊
- 北海道道103號留邊蘂濱佐呂間線（日语：北海道道103号留辺蘂浜佐呂間線）
- 舊・佐呂間町立知來小學
- 知來神社
- 佐呂間別川[6]
- 佐呂間町親睦巴士（日语：佐呂間町ふれあいバス）（自由上下車區間（日语：フリー乗降制））

## 現況

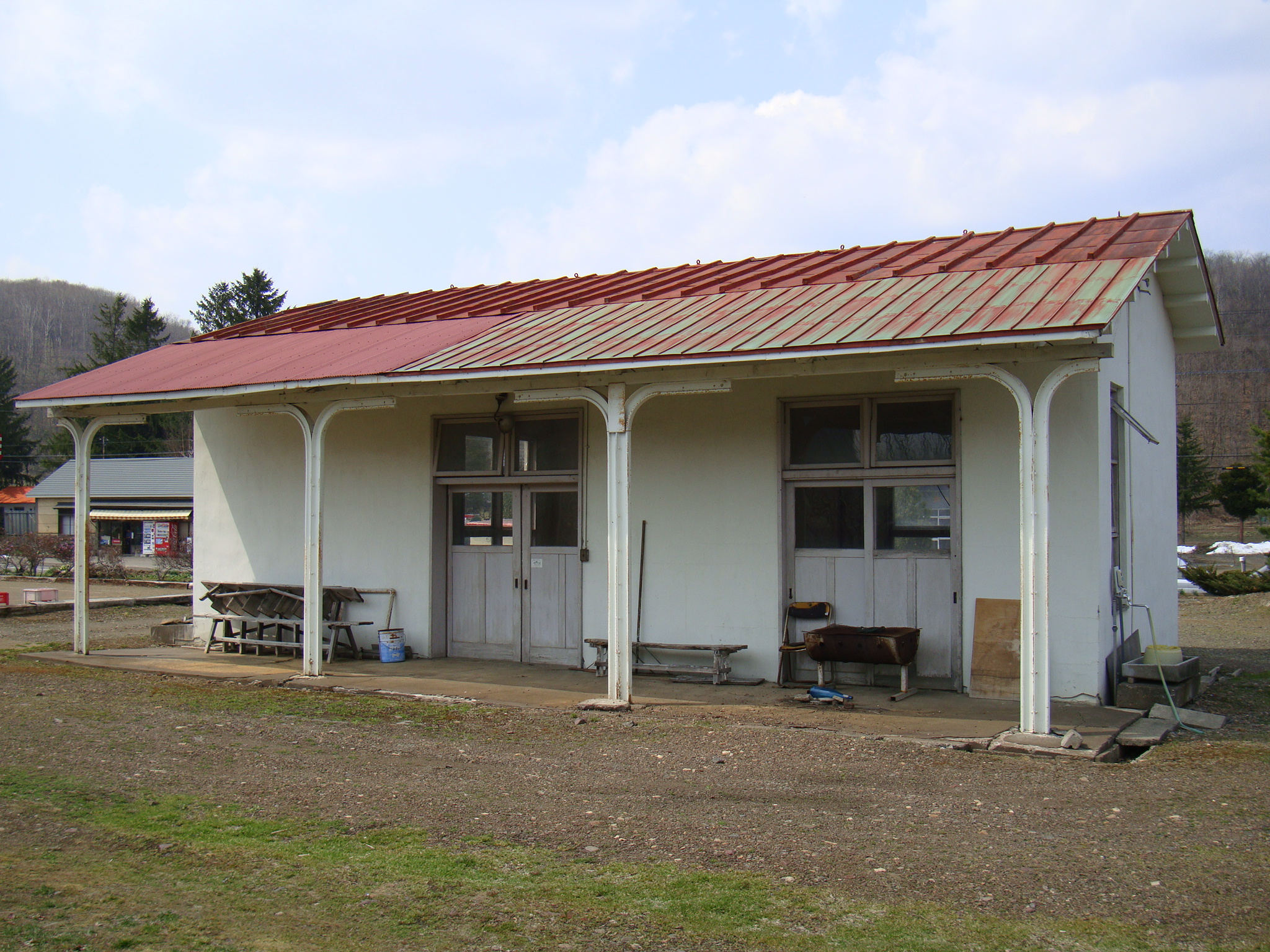
舊車站大樓中靠近月台一方

截至1999年（平成11年），車站內還有廢站當時的車站大樓。大樓轉變為「知來門球會館」。截至2010年（平成22年）。截至2011年（平成23年）也是同樣。內部還有當時的長椅，候車室與辦公室之間的隔板已撤走，變成休憩所和倉庫。除了車站大樓外的設施已經撒走，包括了月台與路軌，該處變成空地和農田。
此外截至2011年（平成23年），簡易委託的受託者站前之商店該處設置了「知來站 國鐵乘車券發售所」招牌。

## 相鄰車站
日本國有鐵道
湧網線 
佐呂間－堺橋臨時乘降場－興生澤臨時乘降場－知來－紅葉橋臨時乘降場－仁倉

## 注腳
1. 1 2 3 4 5  石野哲（編）. . JTB. 1998: 915. ISBN 978-4-533-02980-6 （日语）.
2. ↑  . 官報. 1972-02-08 （日语）.
3. 1 2  . 鐵道公報 (日本國有鐵道總裁室文書課). 1972-02-08: 2 （日语）.
4. 1 2 3 4  宮脇俊三 (编). . 原田勝正. 小學館. 1983-07: 160. ISBN 978-4093951012 （日语）.
5. ↑   (PDF). アイヌ語地名リスト. 北海道 環境生活部 アイヌ政策推進室. 2007  [2018-11-18]. （原始内容存档 (PDF)于2018-04-17） （日语）.
6. ↑  . 地勢堂. 1980-03: 19 （日语）.
7. ↑  宮脇俊三 (编). . JTB Can Books. JTB出版. 1999-03: 31–32. ISBN 978-4533031502 （日语）.
8. ↑  今尾惠介 (编). . JTB出版. 2010-03: 52–53. ISBN 978-4533078583 （日语）.
9. 1 2 3 4  本久公洋. . 北海道新聞社. 2011-09: 103. ISBN 978-4894536128 （日语）.